# Mesoblattinidae
Mesoblattinidae – wymarła rodzina owadów z rzędu karaczanów i nadrodziny Blattoidea.

## Morfologia
Karaczany te miały kulistawą głowę z oczami złożonymi wystającymi poza jej obrys. Czułki miały na poszczególnych członach po kilka bardzo krótkich i umieszczonych przedwierzchołkowo sensillów szczecinkowych (sensilla chaetica). Długość głaszczków szczękowych była przeciętna jak na przedstawicieli rzędu. Skrzydła miały zaokrąglone, ciemne żyłki i zaokrąglone, jasne przestrzenie pomiędzy nimi. Brzegi skrzydła przedniego były mniej więcej równoległe, a jego użyłkowanie regularne. Żyłka subkostalna miała do trzech odgałęzień lub była nierozgałęziona. Trzon żyłki radialnej był prawie prosty. Sektor radialny był wyodrębniony. Żyłka medialna i żyłka kubitalna przednia były porozgałęziane. Żyłka kubitalna tylna nie była ostro zakrzywiona. Żyłek analnych występowało kilka i bywały rozgałęzione. Skrzydło tylne cechowało się niezmodyfikowaną żyłką subkostalną, wyodrębnionym sektorem radialnym, grzebykowatą żyłką radialna pierwszą, niezmodyfikowaną żyłką medialną, rozgałęzioną żyłką kubitalną przednią oraz nierozgałęzionymi żyłką kubitalną tylną i pierwszą żyłką analną. Odwłok samicy miał uwewnętrznione, niekiedy śladowo zachowane od zewnątrz pokładełko.

## Taksonomia
Takson ten wprowadzony został w 1906 roku przez Antona Handlirscha. W 2000 roku został poddany rewizji przez Petera Vršanskiego, który między innymi wydzielił część jego rodzajów do Caloblattidae. W 2002 roku tenże autor sformułował diagnozę rodziny. Rodzina ta była swego czasu umieszczana w nadrodzinie Mesoblattinoidea, jednak współcześnie klasyfikuje się ją wśród Blattoidea.
W obrębie rodziny sklasyfikowane są rodzaje:

- Actinoblattula Handlirsch, 1906[7]
- Archimesoblatta Vršanský, 2003[8]
- Artitocoblatta Handlirsch, 1906[9]
- Austroblattula Tillyard, 1919[10]
- Basiblattina Zhang, 1997[11]
- Beviblattina Vršanský, 2004[6]
- Blattidium Westwood, 1854[3]
- Blattoothecichnus Hinkelman, 2019[2]
- Blattulopsis Pinto, 1990[12]
- Brachymesoblatta Vršanský, 2003[13]
- Breviblattina Vršanský, 2004[6]
- Durdlestoneia Handlirsch, 1906[3]
- Fusoblatta Hong, 1980[14]
- Gondwablatta Vršanský, 2004[6]
- Grandocularis Kaddumi, 2005[15]
- Hispanoblatta Martínez-Delclòs, 1993[16]
- Hongaya Handlirsch, 1908[17]
- Jingyuanoblatta Lin, 1982[18]
- Karatavoblatta Vishnyakova, 1968[19]
- Kulmbachiellon Kuhn, 1938[20]
- Laiyangia Grabau, 1923[11]
- Latiblatta Vishnyakova, 1968[21]
- Lithoblatta Handlirsch, 1906[3]
- Malmoblattina Handlirsch, 1906[3]
- Mesoblatta Hinkelman, 2020[22]
- Mesoblattina Geinitz, 1880[2]
- Mesoblattellina Mendes, 2000[23]
- Mesoblattinopsis Pinto, 1989[23]
- Mieroblattina Vršanský et Makhoul, 2013[24]
- Mongolblatta Vršanský, 2004[6]
- Nannoblattina Scudder, 1886[25]
- Nipponoblatta Fujiyama, 1974[19]
- Nogueroblatta Martínez-Delclòs, 1993[16]
- Nymphoblatta Vršanský et Grimaldi, 2004[6]
- Praeblattella Vršanský 2003[13]
- Perlucipecta Wei et Ren, 2013[26]
- Pulchellablatta Martins-Neto et Gallego 2005[10]
- Rhaetoblattina Handlirsch 1908[17]
- Rhipidoblattinopsis Vishnyakova, 1968[21]
- Rithma Giebel 1856[3]
- Schambeloblattina Handlirsch 1906[3]
- Sivis Vršanský 2009[1]
- Spinaeblattina Hinkelman, 2019[2]
- Stantoniella Handlirsch, 1907[27]
- Stenotegmina Lin, 1980[18]
- Summatiblatta Lin, 1980[28]
- Tarakanula Vršanský, 2003[13]
- Turoniblatta Vršanský, 2004[6]
- Voltziablatta Papier et Grauvogel-Stamm, 1995[29]